# 中华英雄角色列表
中華英雄角色列表，列舉出香港武打漫畫作品《中華英雄》的人物角色。（僅列出精華珍藏版1-19期，單行本37-139期大概人物）

### 華家
| 角色姓名                              | 人物關係                                                                 | 簡介 |
| 華英雄 （精華珍藏本第1期第5頁出場）   | 「華冠英」、「白素蓮」獨子， 「華文英」、「華劍雄」生父， 「陳潔瑜」丈夫 | 年少時，因報卻殺父母之仇後，為避受刑責，而自願賣身到『龜島』做礦工。 曾被「黑龍會」的「命煞」推算出其命犯「天煞孤星」，將無伴終老孤獨一生。 個人修為：《白家劍法》、《四季劍法》、《蝎鞭腿》、 《無量神掌》、《戰步混綿掌》、《縱雲梯輕功》， 跟「無敵」決戰前夕，更集自身之大成，創出《中華傲訣》，武功進入宗師殿堂。後學會飄零劍派的與世無爭劍招與森羅萬象變，以及自創無量神掌第十二式無量歸宗。                 |
| 陳潔瑜 （精華珍藏本第1期第7頁出場）   | 「華英雄」妻子， 「華文英」、「華劍雄」母親                              | 跟「華英雄」青梅竹馬的妻子。 在美國期間，無意間從「藥半仙」身上學會《飛仙步》步法。 |
| 華文英/瓊天 (單行本第87期第19頁出場)  | 「華英雄」、「陳潔瑜」女兒， 「華劍雄」姐姐                              | 在舉家坐遠洋輪船回歸中國途中，被『殺人組織』殺手「怪嬰」拋到大海之中， 幸被鄰近漁船所救。 幼童時，被「元老王」收納為徒，學習『元老會』最高武功《玲瓏四象劫》邪功，而後又兼學魔道武學《六道輪迴破》， 名「瓊天」。 |
| 華劍雄 （精華珍藏本第14期第50頁出場） | 「華英雄」、「陳潔瑜」次子， 「華文英」弟弟，「踏雪」丈夫                | 嬰兒時，已獲「閻王」傳位，成為『地獄門』第十七代掌門。 少年時，亦獲「游四海」傳授曠世奇功－《天書》，而成為《天書》傳人， 因而習得其中的《奇門壁虎功》。 往後又從〔天羅傘〕中學會《迥夢心經》內的 〈入夢法〉、〈化夢法〉、〈迴夢法〉、及〈蝶夢掌〉、〈遊夢身法〉、《天羅八絕》等功夫。 另外也曾無情身上學會一線牽奇功，而成為好友。。 經「骷髏三煞」指導下，創出《天羅八絕劍》劍法。後學會飄零劍派的憤世嫉俗劍法。 |
| 踏雪 （單行本第93期第14頁出場）       | 「華劍雄」妻子                                                           | 遊牧人，與「華劍雄」相識於華北大草原。 |
| 華文采 （單行本第120期第23頁出場）    | 「華冠英」祖父                                                           | 見獵心喜，為奪「赤劍雙神」財寶，不惜施加毒手。 |
| 華冠英 （精華珍藏本第1期第5頁出場）   | 「白素蓮」丈夫，「華英雄」父親                                           | 在『清溪邨』以打鐵為生的打鐵匠，閒來喜歡種植盆栽。 不懂武功，但卻有一柄家傳寶劍——「赤劍」。 |
| 白素蓮 （精華珍藏本第1期第7頁出場）   | 「華冠英」妻子，「華英雄」母親                                           | 出身於劍術世家，家傳四式《白家劍法》。 |

### 師父及好友
| 角色姓名                                  | 人物關係                                                                       | 簡介 |
| 金傲 （精華珍藏本第1期第113頁出場）       | 「生奴」、「鬼僕」的主人， 「大害」、「華英雄」師父                            | 中國劍術名家，獲「大害」重金邀請到『龜島』教授劍術。 其後被迫隱蔽在『龜島』上的「死林」之內。 授予「華英雄」五式《四季劍法》。                                                                                              |
| 生奴 （精華珍藏本第1期第102頁出場）       | 「金傲」僕人， 「華英雄」生死之交                                              | 「金傲」的老僕人，跟隨「金傲」到『龜島』上教授劍術。 精通醫藥之術，一心護主思想單純，曾經為了保護「金傲」而對華英雄起殺意。 年輕時曾救「司徒無量」，因而獲授《無量神掌》中一式〈大海無量〉，以示感恩。                      |
| 鬼僕 （精華珍藏本第1期第97頁出場）        | 「金傲」僕人，華英雄生死之交， 「姬絲」丈夫、「思傲」父親                      | 本名「比利」，『龜島』原居民。 被「龜島四害」齊肩斬斷雙臂、毀掉容貌，後被「金傲」在「死林」發現。 「金傲」為「鬼僕」創出兩套個人絕技：《蝎鞭腿》、《鬼辮鐵髮功》。 「鬼僕」《縱雲梯輕功》亦是一絕，及後更創出《離魂大法》。 |
| 羅漢 （精華珍藏本第1期第37頁出場）        | 「北腿王」徒弟， 「華英雄」生死之交                                            | 「北腿王」第二位弟子「龍影子」， 因不恥師父「北腿王」及同門對「閻王」的所作所為，續帶著《霸腿》秘笈， 避開同門及武林人士追殺，化身為僧人「羅漢」自願賣身到『龜島』做苦工。 往後更成為美國『天狼組』首領。                   |
| 力千鈞 （精華珍藏版第4期第45頁出場）      | 「力無窮」、「瑪莉」兒子， 「金龍頭」外孫，「金太保」外甥， 「華英雄」生死之交 | 天生力大無窮， 自小與父親「力無窮」及母親「瑪莉」住在『龜島』附近的一個小島之上。 及後在「力無窮」要求下，跟隨「華英雄」等數人離開小島，到達『美國』。 在被囚禁於『殺人組織』期間，學會《金鐘罩》之中的〈金鐘臂〉。         |
| 醉癲－龔均雷 （精華珍藏本第6期第4頁出場） | 「司徒白」徒弟，「司徒無量」師弟， 「金龍頭」，「華英雄」師父                  | 年青時獲「司徒白」破例收納為徒，修習「司徒家」不予外傳絕學《無量神掌》。 以《無量七煞掌》名震江湖，因而被冠以「南神掌」及「氣宗宗師」美譽。 更被譽為「武林三神」之一。                                                      |

### 龜島
| 角色姓名                             | 人物關係                                                      | 簡介 |
| 錢無義 （精華珍藏本第1期第37頁出場） | 海盜                                                          | 本為一名海盜，為逃避追捕而逃到『龜島』做苦工，成為「大害」的手下。 後更以一手爐火純青的《赤煉爪》，取代「大害」成為『殺人組織』其中一號人物。    |
| 水神 （精華珍藏本第1期第41頁出場）   | 『龜島』水域守護神                                            | 保護『龜島』居民安全，同時亦防止苦工水遁，違令者殺。                                                                                             |
| 大害 （精華珍藏本第1期第58頁出場）   | 『龜島』金鑛場管理人，「龜島四害」之首， 金傲徒弟、華英雄師兄 | 受聘於『卡氏集團』，管理『龜島』金鑛開採。 重金邀請「金傲」到『龜島』教授其劍術。 因有感練習劍法與自身體型極不匹配，故後期自成一套《四季刀法》。 |
| 沙槍 （精華珍藏本第1期第53頁出場）   | 『龜島』金鑛場管工， 「龜島四害」之二                         | 受聘於『卡氏集團』，管理『龜島』金鑛開採。 善用一柄內藏無數鐵沙的獵槍。                                                                          |
| 索命 （精華珍藏本第1期第51頁出場）   | 『龜島』金鑛場管工， 「龜島四害」之三                         | 受聘於『卡氏集團』，管理『龜島』金鑛開採。 能靈巧運用繩索作武器。                                                                                |
| 長人 （精華珍藏本第1期第55頁出場）   | 『龜島』金鑛場管工， 「龜島四害」之四                         | 受聘於『卡氏集團』，管理『龜島』金鑛開採。 身長七尺之多。                                                                                        |
| 比芝 （精華珍藏本第1期第51頁出場）   | 『龜島』居民                                                  | 被『龜島』居民公認為最美麗的女生。 對「華英雄」暗生傾慕之意。                                                                                    |
| 卡杜 （精華珍藏本第1期第62頁出場）   | 『龜島』居民                                                  | 被『龜島』居民公認為與「比芝」最天生一對的男生。                                                                                                 |
| 古奧 （精華珍藏本第2期第60頁出場）   | 『龜島』金鑛場管工                                            | 「鋼帽」。受聘於『卡氏集團』，代替「長人」的金鑛場管工。                                                                                         |
| 殭屍 （精華珍藏本第2期第109頁出場）  | 『卡氏集團』殺手                                              | 受聘於『卡氏集團』， 奉命到『龜島』幫助「大害」殺害「金傲」、華英雄等人。                                                                        |

### 黑龍會
| 角色姓名 | 人物關係                                                               | 簡介 |
| 金龍頭 （精華珍藏本第4期第83頁出場） | 『黑龍會』創會首領， 「金太保」父親、「力千鈞」外公， 「醉癲」首名徒弟 | 因路過碰到「醉癲」被三數流氓暗算，而救其一命， 「醉癲」感念其恩德，故收為弟子，授以四式《無量七煞掌》。 其後以此四式《無量七煞掌》在美國打出名堂，繼而創立『黑龍會』。 |
| 黑龍司令 (精美珍藏版第19期第13頁出場) | 『黑龍會』首領                                                         | 『殺人組織』吞併『黑龍會』後的接任首領。 大戰過後的退伍將領，為人極度自信、愛好面子， 接管『黑龍會』後，更以軍隊軍階將會內傑出成員編整成八個階級： 「軍、師、旅、團、營、連、排」。 在武學方面亦是天才，自創一套《狂龍刀法》，經其指導及訓練的『黑龍會』成員，皆能成為一等一高手，『黑龍會』四大皇牌就是其中的例證。 令外亦創出三大精奇陣法《黑龍大旗陣》、《奇陣/仙女飛花陣》、《龍泉陣》。 |
| 一聯兄弟 (單行本第55期第6頁出場) | 『黑龍會』四大皇牌-A級皇牌                                             | 「一聯兄弟」除外貌相似，更有與生俱來的心靈相通奇能，令行動配合如同一體， 故以「一聯」尊稱。 武功既狠且雜，以迅速如電，配合無懈可擊馳名。 |
| 金獅、銀牙、 銅拳、鐵臂 (單行本第55期第6頁出場) | 『黑龍會』四大皇牌-K級皇牌                                             | 「皇牌四霸」以橫霸武功見稱， 四人合力使出的《人形坦克》威力更勝「四大金剛」三倍。 |
| 命煞 (單行本第43期第7頁出場) | 『黑龍會』四大皇牌-Q級皇牌四煞之首                                     | 懂占卜命理，雖已是七十高齡的老婦人，但武功、內力卻是高手級。 |
| 鳴月 (單行本第42期第25頁出場) | 『黑龍會』四大皇牌-Q級皇牌四煞之一， 「天狼子」長女、「小狼」姐姐      | 父親死後，得「羅漢」照顧，並安置到『沙菲鎮』居住。 後加入『黑龍會』，經「黑龍司令」悉心訓練下，練成《血狼爪》， 成為四大皇牌-Q級皇牌的「血狼煞」。 |
| 陣煞 (單行本第42期第30頁出場) | 『黑龍會』四大皇牌-Q級皇牌四煞之一                                     | 畢生精研陣法，以陣法殺人，最厲害陣法乃「黑龍司令」所創的《奇陣》， 又名《仙女飛花陣》。 |
| 子母煞 (單行本第40期第28頁出場) | 『黑龍會』四大皇牌-Q級皇牌四煞之一                                     | 武功不算頂級，憑狡猾招數殺人，無往而不利。 |
| 四大金剛 (精美珍藏版19期第92頁出場) | 『黑龍會』四大皇牌-J級皇牌                                             | 「金剛王」善用巨劍、「巨盾金剛」善用一對巨盾、 「流星金剛」善用流星鎚、「大劈金剛」善用一雙大斧頭。 |
| 病魔 (精美珍藏版第15期第110頁出場) | 『黑龍會』-「排長」級成員                                              | 以《蟑螂邪功》橫行。 「病魔」亦是「血王」丈夫。 |
| 血王、 （精華珍藏本第16期第44頁出場） 綠王、 （精華珍藏本第16期第11頁出場） 白王、藍王 （精華珍藏本第16期第5頁出場） 黑王、 （精華珍藏本第15期第103頁出場） | 『五色堂』－「五王」                                                   | 『黑龍會』附屬堂口。 「血王」，「五王」之首，『黑龍會』-「排長」級成員，絕技《血霹靂》。 「病魔」妻子。 「綠王」，「五王」之中排行第二，愛與毒蛇為伴，心理不正常的虐待狂。 「白王」、「藍王」，「五王」之中排行第三、四。 「黑王」，「五王」之中排行第五，善用長鞭。 |
| 陰陽使 （精華珍藏本第16期第57頁出場） | 『黑龍會』-「連長」級成員                                              | 深謀遠慮、詭計多端。 得「無敵」指點，而懂得東瀛忍術，及能用緞帶使出《陰陽舌》， 更獲「無敵」贈予一精奇陣法「烈陽陣」。 |
| 電腦 （精華珍藏本第19期第14頁出場） | 『黑龍會』－「黑龍司令」助手                                           | 不諳武術，卻有冷靜的臨場應變及分析力，亦有過目不忘的天賦， 對一切『黑龍會』資料瞭如指掌。 |
| 鋼牛 （精華珍藏本第18期第128頁出場） | 『黑龍會－『鋼牛谷』主管，』                                           | 負責管理『黑龍會』在『鋼牛谷』的軍械製造廠。 |
| 孖寶兄弟 （精華珍藏本第19期第5頁出場） | 「鋼牛」助手                                                           | |
| 梅花、蘭心、菊葉、竹枝 (單行本第43期第20頁出場) | 『黑龍會』「軍長」級成員                                               | 四名打扮妖冶嫵媚的少女，《奇陣/仙女飛花陣》的重要成員。 |
| 大山王、黑豹、白魔 (單行本第62期第25頁出場) | 『黑龍會』－「軍長」級成員                                             | |
| 黑龍、狂龍 （精華珍藏本第4期第83頁出場） | 『黑龍會』－「金龍頭」得力助手                                         | |
| 鋼鍊 （精華珍藏本第4期第89頁出場） | 「『黑龍會』－「金龍頭」近身保鏢                                       | |
| 黑猿 （精華珍藏本第5期第88頁出場） | 『黑龍會』成員， 索爾斯區毒販                                          | |
| 黑白、紅毛 （精華珍藏本第9期第121頁出場） | 『黑龍會』－「金太保」近身保鏢                                         | |

### 殺人組織
| 角色姓名 | 人物關係                              | 簡介 |
| 撒旦將軍 （精美珍藏版第6期第86頁出場）                                                                                    | 《殺人組織》首領， 「卡先龍」手下     | 身法了得，內力精純深厚的高手，在外傳中會以氣御劍，有一絕招撒旦無極劍 曾嘗試以五招攻中「劍聖」。 在外傳中，有一女兒蘇菲亞，和卡先龍之子奧拿相戀，但奧拿身為卡先龍之子而受其他幫派追殺，連累到蘇非亞腦部中槍，變成白痴。                        |
| 童殺組 （精美珍藏版第6期第83頁出場）                                                                                      | 《殺人組織》殺手組合                  | 《殺人組織》恐怕組織內的專業殺手青黃不接，所以預先收養了大批孤兒， 自小開始培訓他們殺人技能，到了十五、六歲， 便會被編入以十人為一小隊的「童殺組」，目的是利用十人的團體力量去刺殺目標。 如在「童殺組」表現出色，便可獲提升為正式殺手的機會。 |
| 心魔 （精美珍藏版第13期第126頁出場）                                                                                      | 《殺人組織》十大殺手， 第一號殺手     | 一名瞎子，但其獨門功夫『撕心大法』，可令目標人物心臟突然暴發跳動， 直至心臟負荷不起而死亡。 |
| 大刀王 （精美珍藏版第13期第48頁出場）                                                                                     | 《殺人組織》十大殺手， 第二號殺手     | 空手道高手，能以無形氣勁隔空傷人。 曾將「華英雄」全身骨骼打至碎裂。 |
| 奪命、轟雷、 血姬、兇狂、追魂 （精美珍藏版第13期第48頁出場）                                                              | 《殺人組織》十大殺手， 第三至七號殺手 | 「奪命」擅用奪命索、「轟雷」擅於西洋拳擊、 「血姬」擅用血爪功、「兇狂」擅擒於拿手、「追魂」擅用雙節棍。 |
| 百歲妖神， （精美珍藏版第12期第21頁出場） 怪嬰、巨嬰， （精美珍藏版第12期第25頁出場） 毒怪 （精美珍藏版第12期第45頁出場） | 《殺人組織》十大殺手， 第八號殺手     | 「百歲妖神」男聲女相，年逾百歲，主要以《懾魂妖法》配合自身艷麗美貌， 蠱惑人心為其賣命。亦有《化血神功》，以吸收他人內力作自身採陽補陰， 駐顏益壽之用。 大弟子「毒怪」，「怪嬰」、「巨嬰」亦為其弟子。                                         |
| 海龍 （精美珍藏版第10期第101頁出場）                                                                                      | 《殺人組織》十大殺手， 第九號殺手     | 『龜島』-「水神」唯一徒弟。 懂《分水神功》。 |
| 毒殺神 （精美珍藏版第10期第82頁出場）                                                                                     | 《殺人組織》十大殺手， 第十號殺手     | 擅用毒殺人。 |
| 駝老 （精美珍藏版第7期第102頁出場）                                                                                       | 《殺人組織》成員                      | 相貌醜陋，背部有一個大駝背。 負責馴練「雙頭獸」。 |
| 摩利 （精美珍藏版第7期第44頁出場）                                                                                        | 《殺人組織》C級殺手                   | 擅長連環吹箭。 |
| 雙頭獸 （精美珍藏版第7期第103頁出場）                                                                                     | 《殺人組織》                          | 「撒旦將軍」的一個活體試驗品，以活人軀體注入各種野獸的血液， 而變成的人與獸混合體。嗜吃鮮血淋漓的生肉。 |
| 鋼爪手、冷箭手、雙搥王、無比敵 （精美珍藏版第7期第106頁出場）                                                             | 《殺人組織》B級殺手                   | |
| 小靈精 （精美珍藏版第8期第121頁出場）                                                                                     |                                       | 在囚室發現《金鐘罩》秘笈，其後更教會被囚禁於囚室內的力千鈞《金鐘罩》功夫。 |

### 中華樓
| 角色姓名                                                                        | 人物關係                                           | 簡介及《五極神劍》 |
| 劍聖 （精華珍藏版第13期第101頁出場）                                            | 「紫郢」、「紫青」乾爹， 『中華樓』老闆            | 曾以一柄〔龍泉寶劍〕，相繼挫敗「南神掌」與「北腿王」而名震江湖， 故有「劍聖」之稱。 亦被譽為「武林三神」之一。亦有一件〔赤日護心衣〕護體。 一生中唯一戰敗於《與世無爭》劍法之下。 後移居美國，隱居於『中華樓』，晚年創出《五極神劍》神功。                                                                                   |
| 紫郢 （精華珍藏版第15期第70頁出場）                                             | 「劍聖」乾兒子，「紫青」兄長                       | 身材比一般人魁梧健碩，雖從小已修練《五極神劍》劍氣，及獲「劍聖」傳功， 卻因本身資質愚鈍，又乏人指導，故內力深厚雄渾亦未能使用得隨心所慾，收放自如。 |
| 紫青 （精華珍藏版第15期第70頁出場）                                             | 「劍聖」乾女兒，「紫郢」妹妹                       | 相貌標緻可人，雖貌似弱不禁風，但懂得《五極神劍》劍法 |
| 元武 （精華珍藏版第15期第48頁出場）                                             | 華人協會會長                                       | 武學奇材，年少時，曾因養父母死在自身的《乾龍坤鳳腿》腿法之下，而棄用腿功， 轉為練習其他武學，更而精通各門各派武術，〔九節鞭〕、〔長棍〕、〔雙刀〕、〔繩鏢〕…等等兵器亦無一不曉，亦有「兵器之王」稱號。 及後幸得「羅漢」點化，重新振作，以發揚《乾龍坤鳳腿》腿法為目標。 更受羅漢所托，保管《七變無影腿》及《驚天一式》秘笈。 |
| 劍老 （精華珍藏版第10期第87頁出場）                                             | 「劍聖」入室弟子之一                               | 無論輩份及《五極神劍》劍訣修為，都是六名「劍聖」入室弟子中最高。 |
| 白楓 （精華珍藏版第7期第41頁出場）                                              | 中華樓掌櫃， 「劍聖」入室弟子之一                  | 懂得《五極神劍》中的〈陽極姆劍〉，武功修為僅次於師兄「劍老」。 |
| 陳一笑 （精華珍藏版第7期第47頁出場）                                            | 「陳潔瑜」二叔， 中華樓員工， 「劍聖」入室弟子之一 | 早年以一手《天山七路神劍》，名揚天下。 |
| 藥半仙 （精華珍藏版第9期第76頁出場）                                            | 中華樓員工， 「劍聖」入室弟子之一                  | 「陳潔瑜」懷孕期間，曾為她安胎強身。 年輕時，以自創的《飛仙劍法》成名天下。 |
| 鐵剛 （精華珍藏版第9期第90頁出場）                                              | 中華樓廚子， 「劍聖」入室弟子之一                  | 擅長以一柄大鐵劍使出《巨靈劍法》。 |
| 柳乘風 （精華珍藏版第9期第96頁出場）                                            | 中華樓員工， 「劍聖」入室弟子之一                  | 會一套長攻短打，以速度取勝的家傳《連環柳葉劍》。 |
| 半月門神 （精華珍藏版第9期第63頁出場）， 貫日門神 （精華珍藏版第9期第78頁出場） | 中華樓兩座門神                                     | 日月門神本是一對親生兄弟，日為兄，月為弟，是繼「武林三神」後， 足以顯赫武林的高手。肩負中華樓日、夜之間的門戶及茶客安全，以防閒人內進。 貫日門神兵器:「貫日大刀」，半月門神兵器:「圓月刀」。 |
| 藏劍奴 （精華珍藏版第13期第111頁出場）                                          | 「劍聖」侍從                                       | 右前臂裝有一柄短劍。 |

### 唐人街
| 角色姓名                              | 人物關係                               | 簡介                                                                |
| 唐信遠 （精華珍藏本第6期第128頁出場） | 美國『唐人街』唯一設館授徒的螳螂門傳人 | 曾力阻大害、碧目金鋼、錢無義取「華英雄」性命。 善於《六合螳螂拳》。 |
| 楊晶 （精華珍藏本第17期第61頁出場）   | 『唐人街』武館師傅                     | 「楊晶」，『詠春門』武館師傅。                                      |
| 泰鷹 （精華珍藏本第17期第61頁出場）   | 『唐人街』武館師傅                     | 「泰鷹」，『鷹爪門』武館師傅。                                      |

### 羅修門
| 角色姓名                                                                                | 人物關係                                                                       | 簡介 |
| 金太保 （精美珍藏版第4期第80頁出場）                                                    | 『羅修門』掌門、「五術人」之金， 「金龍頭」兒子，「力千鈞」舅父， 「邪童」師父 | 十四歲時往日本『羅修門』學武。 練得一身刀槍不入的《金甲元功》，亦有「銀鱗戰衣」護體， 再加上《四象誅仙邪功》－〈奔雷〉、〈暴風〉及「降妖刀」，稱得上是天下無敵。 為人深謀遠慮，做事心狠手辣，為奪權力，更不惜弒父殺師。 |
| 邪童 （單行本第39期第18頁出場）                                                         | 『羅修門』門人， 「金太保」入室弟子                                            | 年幼時已是一名孤兒，後得「金太保」帶到『羅修門』，成為入室弟子。 得「金太保」信任，因而獲傳《金甲元功》及《四象誅仙邪功》。 跟「金太保」一樣深謀遠慮，做事心狠手辣。                                                    |
| 木修羅 （精美珍藏版第4期第82頁出場）                                                    | 『羅修門』「五術人」之「木」                                                   | 初遇「華英雄」時對其無甚好感，及後「華英雄」為救自己而犠牲右眼， 因此由恨生愛。 隨身兵器:「修羅刀」、絕技:《戰步混綿掌》                                                                                                |
| 水賀男 （精美珍藏版第4期第82頁出場）                                                    | 『羅修門』「五術人」之「水」                                                   | 早對「木修羅」有傾慕之心，其後假扮華英雄，奪去木修羅處子之身。 隨身兵器:「分水鐮刀」、絕技:《千變易容術》、《破浪鐮刀法》                                                                                               |
| 火四郎 （精美珍藏版第4期第82頁出場）                                                    | 『羅修門』「五術人」之「火」， 「天音三老」徒弟                                | 生性淡薄名利，固「金太保」成為掌門後，特別受到賞識及寵信。 本身絕技為《神火掌》，往後更得「天音三老」傳授《四象誅仙邪功》－〈烈火〉、〈疾電〉神功。                                                                     |
| 土原權 （精美珍藏版第4期第82頁出場）                                                    | 『羅修門』「五術人」之「土」                                                   | 隨身兵器:「土神棒」 |
| 木子 （精美珍藏版第17期第33頁出場）                                                     | 『羅修門』「五術人」之「木」                                                   | 「金太保」成為掌門後，悉心培訓出來的「五術人」之「木」。 資歷跟武功最淺，雖外表柔弱，骨子卻毒如蛇蠍，是「五術人」中最擅於心計， 因此「金太保」派她到『中華樓』作臥底。 對「火四郎」有愛慕之心                           |
| 水千面 （單行本第37期第5頁出場）                                                        | 『羅修門』「五術人」之「水」                                                   | 「金太保」成為掌門後，悉心培訓出來的「五術人」之「水」。 武功雖僅在「木子」之上，但其《千變易容術》冠絕『羅修門』， 為了符合各款面型易容，更不惜削掉面上所有肌肉。                                                      |
| 金三絕 （單行本第37期第5頁出場）                                                        | 『羅修門』「五術人」之「金」                                                   | 「金太保」成為掌門後，悉心培訓出來的「五術人」之「金」。 「五術人」之首，武功並非最高，但機智聰明，懂中國語言。 絕技：《龜息法》、《奪魂腿》                                                                            |
| 天琴、雷鼓、 （單行本第46期第15頁出場） 金鈸 （單行本第46期第3頁出場）                  | 天音三老， 「火四郎」、「天音六煞」師傅                                        | 『羅修門』輩份與武功極崇高的元老級成員， 受「金太保」以掌門權力迫使，隨同遠赴美國，助其重奪『黑龍會』。 傳授「火四郎」《四象誅仙邪功》－〈烈火〉、〈疾電〉奇功。 絕技：『天音合奏』。                                   |
| 天音六煞 （單行本第46期第15頁出場）                                                     | 「天音三老」徒弟                                                               | 跟隨「天音三老」學習『天音神曲』。 能以音韻殺人。 |
| 血牙妖、 （單行本第126期第17頁出場） 舌龍怪、龜石怪、青蝠妖 （單行本第126期第19頁出場） | 「羅修四妖異」                                                                 | |

### 無敵
| 角色姓名                          | 人物關係                                      | 簡介 |
| 無敵 (精美珍藏版第17期第55頁出場) | 「桃子」丈夫，「無情」父親， 「刀中不二」徒弟 | 日本人，年輕便以狠辣快刀，名揚日本。 四十五歲時，為將斷情絕義，心刀合一的《用心斬》臻至化境，不惜拋妻棄子， 自挖雙目。        |
| 桃子 (精美珍藏版第期第頁出場)     | 「無敵」妻子， 「無情」母親                   | 『伊賀派』主公「德田武王」女兒。 為在武藝上超越「無敵」，而創出奇技《一線牽》。                                               |
| 無情 (單行本第61期第11頁出場)     | 「無敵」、「桃子」獨子， 「華劍雄」朋友       | 自小與母親相依為命，從母親處學會絕技《一線牽》。 帶同四名家僕遠赴美國尋父。                                                   |
| 刀中不二 (單行本第73期第29頁出場) | 「無敵」師父                                  | 三十歲時以〔刀〕揚名，自創《用心斬》。因在東瀛已全無對手，無奈到美國歸隱。 同樣為將《用心斬》臻至心刀合一的化境，而自挖雙目。 |

### 地獄門
| 角色姓名 | 人物關係                                              | 簡介 |
| 天羅神老 (精華珍藏本第15期第53頁出場) | 『地獄門』創派祖師                                    | 創出《迥夢心經》，《天羅八絕》兩門神功， 配合〔天羅傘〕使出更能發揮無上威力。 遂以曠世奇功，懾服羣邪，創立『地獄門』。 |
| 紫陰玄神、 九幽血神、 五殘魔神 (精華珍藏本第104期第4頁出場) | 「天羅神老」入室第子                                  | 「天羅神老」創立『地獄門』後，所收三名同為命格剛陽的入室第子， 三人盡得祖師「天羅神老」真傳。 三人總角相交，互無芥蒂，合稱「地獄三神」。 |
| 閻王 (精華珍藏本第12期第120頁出場) | 『地獄門』第十六任掌門                                | 受「北腿王」重金力邀，往《絕頂峯》上共研《霸腿》心法。 事成後「北腿王」利慾薰心，卻獨佔《霸腿》腿法，而被其狡計毒害， 甚至被轟落萬象懸崖。 臨終時傳位予還是襁褓中的「華劍雄」為下任『地獄門』第十七代掌門。                                          |
| 元老王 (單行本第103期第18頁出場) | 『地獄門』-〈元老會〉人， 「閻王」兄長， 「瓊天」義父 | 〈元老會〉中武功最高，資歷最深的碩德耆宿。 成名絕技：『乾坤天蝠手』。 |
| 太陰毒宗 (精華珍藏本第17期第79頁出場) | 『地獄門』-〈元老會〉人                               | 因練至毒無儔邪功『太陰指』，走火入魔，誤殺同門，而遭掌門罸面壁思過四十年。 之後受〈元老會〉指派，到美國帶回『地獄門』掌門「華劍雄」， 以贖其誤殺同門之罪。 有一本記載逾千種解毒方法及處方的『辟毒神鑑』， 令有一本煉製最可怕武器的『萬毒戰神』秘笈。 |
| 蛇蠍尊者 (精華珍藏本第14期第58頁出場) | 『地獄門』-〈元老會〉人                               | 白蛇、白蠍尊者自小由眾元老悉心訓練，用毒、邪法、追蹤、暗殺等等技巧， 無不諳熟。 白蛇尊者隨「太陰毒宗」到美國帶回『地獄門』掌門「華劍雄」， 以贖其早前失職之罪。 而白蠍尊者則被囚禁於『地獄門』的苦獄之內。                                           |
| 薑老馬、 (單行本第89期第5頁出場) 肥不死、 (單行本第98期第26頁出場) 鐵爪觀音、 (單行本第105期第3頁出場) 迷天上人、 (單行本第105期第6頁出場) 銅王、 (單行本第105期第9頁出場) | 『地獄門』-〈元老會〉十二大元老                       | 「薑老馬」為傳授「瓊天」《玲瓏四劫象》邪功的師傅。 |
| 天眼、地靈 (單行本第103期第24頁出場) | 『地獄門』-〈元老會〉人                               | 把守〈元老會〉出入口。 |
| 金鵰雙老 (單行本第132期第8頁出場) | 『地獄門』-〈元老會〉人                               | 善使一套《陰陽無極掌》。 |
| 骷髏三煞 (精華珍藏本第14期第61頁出場) | 『地獄門』-〈血族〉首領                               | 三煞同是兄弟，資質過人，天生異骨， 一同練成『地獄門』最霸道邪門的《鍛骨功》紫、青、藍三級神功。 《鍛骨功》練者骨比金堅，刀槍不入，全骨骼關節部位，更是制敵陷阱。 推舉「華劍雄」再度出任『地獄門』掌門。                                              |
| 幽冥華陀 (單行本第85期第15頁出場) | 『地獄門』-〈血族〉人                                 | 〈血族〉神醫，半生精研醫術之道，只醫治『地獄門』門人。 為精研醫術，可不擇手段。 |
| 地缺魔尊 (單行本第89期第28頁出場) | 『地獄門』-〈殘宗〉人                                 | 與「天殘魔尊」為〈殘宗〉至高頭領，合稱「天地魔尊」。 |
| 天殘魔尊 (單行本第93期第4頁出場) | 『地獄門』-〈殘宗〉人                                 | 與「地缺魔尊」為〈殘宗〉至高頭領，合稱「天地魔尊」。 |
| 戰狂 (單行本第95期第24頁出場) | 『地獄門』-〈殘宗〉人                                 | 「天地魔尊」悉心調教的必殺武器。 由嬰兒時期已被眷養於〈殘宗〉派內，被調訓得泯滅人性。 在修練〈殘宗〉最高絕學『橫練不死身』同時，每日亦以奇藥薰體，久而久之， 目能夜視，肌膚如鐵，刀槍不入，水火不侵。                                                |
| 煉骨使 (單行本第103期第24頁出場) | 『地獄門』-〈殘宗〉人                                 | 專為〈殘宗〉訓練骨骼畸形，奇特的戰士。 |
| 地藏王 (精華珍藏本第13期第4頁出場) | 『地獄門』守衛領班                                    | |
| 水鬼兵團 (精華珍藏本第14期第92頁出場) | 『地獄門』水鬼兵團                                    | 四十多人為一團，武功不高，但精通水力運用。 |

### 無影門
| 角色姓名 | 人物關係                                                       | 簡介 |
| 北腿王 （精華珍藏本第12期第107頁出場） | 『無影門』創門掌門                                             | 以《七變無影腿》稱霸北方，有「北腿王」之稱，亦是「武宗」代表人物， 更於『絕頂峯』創立『無影門』。 早年曾與『南神掌』，惜敗於劍聖五極神劍劍訣之下。 為《霸腿》秘笈而毒殺「閻王」，後被「閻王」妻子以劇毒毒殺。                      |
| 鬼影子 （精華珍藏本第12期第67頁出場） | 「北腿王」徒弟， 『無影門』七子之大師兄， 『無影門』第二任掌門 | 懂得《七變無影腿》的《鬼影腿》。 曾於輪船上救回還是嬰孩時期的「華劍雄」。 及後又以「華劍雄」威脅「華英雄」與其一決高下，並供出「龍影子」行蹤。 數十年後，約戰司徒無量決戰『絕頂峯』。 自創一套《環旋鬼腿》以備『無影門』遇強之用。 |
| 龍影子(羅漢)， （精華珍藏本第1期第37頁出場） 神猴子， （精華珍藏本第12期第76頁出場） 陰蛇子， （精美珍藏版第12期第76頁出場） 丹鳳子， （精美珍藏版第12期第77頁出場） 霸象子， （精美珍藏版第12期第78頁出場） 麒麟子， （精美珍藏版第12期第79頁出場） | 『無影門』六子                                                 | 分別懂得《七變無影腿》的 《丹鳳腿》、 《麒麟腿》、 《霸象腿》、 《陰蛇腿》、 《神猴腿》 |

### 司徒家
| 角色姓名                            | 人物關係                                                           | 簡介 |
| 司徒白 （單行本第89期第2頁出場）    | 「司徒無量」父親， 「龔均雷」師父                                  | 從不予外傳的家傳絕學《無量神掌》第七代傳人。 因自身天資所限，深恐家傳絕學湮沒，逐破例收龔均雷「龔均雷」為徒， 望《無量神掌》得以留傳及名動武林。 |
| 司徒無量 （單行本第88期第21頁出場） | 「司徒白」兒子， 「司徒莫問」父親，「毛魯姥」丈夫， 「龔均雷」師兄 | 「司徒白」獨子，《無量神掌》第八代傳人，有「無量煞」之稱。 雖骨骼精奇，體健如牛，是練武上好材料，但心性粗莽，練武總無法持之以恆， 十八歲時亦只練成三式《無量神掌》。 年輕時曾被生奴所救，因而授予生奴《無量神掌》中一式〈大海無量〉，以示感恩。 因大戰《無影腿》，怒拔『地獄門』，侵戰『赤家堡』等事跡， 令《無量神掌》亦再次名動武林，威震中原。 |
| 毛魯姥 （單行本第87期第25頁出場）   | 「司徒莫問」母親， 「司徒無量」妻子                                | 『地獄門』-〈元老會〉十二元老之一，使用狠毒《寒雲爪》。 年輕時與「伊賀武一」曾有一段情。 |
| 司徒莫問 （單行本第87期第24頁出場） | 「司徒無量」、「毛魯姥」兒子， 「伊賀武一」兒子                    | 《無量神掌》第九代傳人。 為人心狠手辣，對「瓊天」痴心一片。 |

### 火鳥島
| 角色姓名 | 人物關係                                        | 簡介 |
| 赤懷生 (單行本第期第頁出場)                                                                                      | 『赤家堡』堡主                                  | 為逃避『地獄門』人追殺，帶領一眾族人隱居『火鳥島』上。 |
| 赤步雲 (單行本第期第頁出場)                                                                                      | 「赤神雙劍」                                    | 受「赤懷生」所托，到中原取回『赤家堡』的寶物。 |
| 赤步英 (單行本第期第頁出場)                                                                                      | 「赤神雙劍」                                    | 受「赤懷生」所托，到中原取回『赤家堡』的寶物。 途中與華文采邂逅。 |
| 赤煉 (單行本第114期第26頁出場)                                                                                   | 『赤家堡』堡主， 「火鳥」、「赤燄」父親         | 三十出頭，便已練成「赤家」第一絕學《神火混元體》。 以《赤煉爪》橫行於武林，自封「赤煉鷹王」，自立『火鷹門』。 惜「赤煉」最後敗於「南神掌」掌下，從此消聲匿跡於武林，隱居『火鳥島』。 窮數十年心血，創出精奇狠辣的劍法《鷹風神劍》。 |
| 火鳥 (單行本第109期第28頁出場)                                                                                   | 「赤煉」長子， 「赤燄」兄長                     | 「火鳥」原名「赤寒」，武林第一殺手。 因其職業關係，終日四處流浪，居無定所，與妻子到處賣藝。 以一手《赤煉爪》作為殺人工具。 |
| 赤燄 (單行本第114期第8頁出場)                                                                                    | 「赤煉」次子， 「火鳥」弟弟                     | 代替「赤煉鷹王」掌管『火鳥島』大小事務。 「華英雄」第一名徒弟。 |
| 紫衣 (單行本第114期第9頁出場)                                                                                    | 「赤燄」近身保鏢                                | 《一丈劍》「紫衣」與丈夫《閃電劍》「白眉」被譽為天下第一保鏢。 因為履行跟「赤煉」的承諾，而成為「赤燄」近身保鏢。 擁有一把絕世神鋒《透明的劍》。                                                                                    |
| 黑頭陀、段劍、奪目先生、醉千杯 (單行本第114期第13頁出場)                                                         | 『赤家堡』護法                                  | 「醉千杯」專長《八臂螳螂拳》、《醉八螳螂拳》 奪目先生專長《擲星劫指》 段劍專長《斷劍》 黑頭陀專長《開山掌》 |
| 夢刀、 (單行本第114期第20頁出場) 怒鎚、毒鈎、血拐、 狂鞭、流星、神弓、 電鏢、雨劍、轟斧 (單行本第115期第4頁出場) | 『赤家堡』火鷹十傑                              | |
| 血奴 (單行本第102期第15頁出場)                                                                                   | 『赤家堡』人                                    | 為查探『地獄門』底細，以僕役身份，潛伏在『地獄門』-〈血族〉之內十二年。 深藏不露，武功超凡的高手。 |
| 南極仙翁 (單行本第114期第29頁出場)                                                                               | 「赤煉鷹王」大舅                                | 彪悍勇猛，一手《南極七傷拳》，霸道沉狠足可獨步江湖。 |
| 北斗星君 (單行本第114期第28頁出場)                                                                               | 「赤煉鷹王」大舅                                | 一手《北斗七星拳》，拳旨以殺意為念，罕逢敵手。 |
| 赤松 (單行本第118期第19頁出場)                                                                                   | 「赤煉」兄長，「赤仇」父親                      | 與弟婦「婉飄」有染，被困於『火鳥島』禁地之內。 |
| 赤仇 (單行本第114期第13頁出場)                                                                                   | 「赤松」、「婉飄」兒子， 「赤寒」、「赤燄」堂弟 | 跟父母同住在『火鳥島』禁地內，練得「赤家」第一絕學《神火混元體》 |
| 柳虹 (單行本第110期第9頁出場)                                                                                    | 「火鳥」妻子                                    | 本為名妓，結識「火鳥」後，便跟其四處流浪，到處賣藝。 |

### 伊賀派
| 角色姓名                             | 人物關係                         | 簡介 |
| 伊賀武一 （單行本第126期第25頁出場） | 『伊賀派』主公，「司徒莫問」生父 | 日本『伊賀派』之主，與『羅修門』於日本各據一方，亦素有交情。 其『伊賀派』秘傳心法《兩極靈子氣》，亦甚具威力。(兩極靈子氣共分三層:精靈閃動、清靜無為、陰陽並濟，伊賀武一已達陰陽並濟層次，為日本武道界執牛耳人物。) |
| 吉村 （單行本第122期第25頁出場）     | 『伊賀派』人                     | 受「伊賀武一」指派，為『羅修門』到中原之嚮導。 |
| 服部千軍 （單行本第129期第21頁出場） | 『伊賀派』人                     | 《堂手斷刀流》 |

### 清溪村
| 角色姓名                              | 人物關係                                | 簡介 |
| 萬大爺 （精華珍藏本第1期第8頁出場）   | 殺害華英雄雙親之人， 『清溪村』土豪惡霸 | 與外國來的人口販子「彼得」先生合作經營著人口販賣。 愛好收藏古董、寶劍，從「萬師爺」口中得知，「華冠英」有一柄家傳寶劍。 為得到「華冠英」家傳寶劍，更不惜殺害「華冠英」一家。 |
| 萬師爺 （精華珍藏本第1期第3頁出場）   | 「萬大爺」軍師                          | 為報「華英雄」對他羞辱之仇，因而唆擺愛收藏寶物的「萬大爺」， 攜眾到「華英雄」家搶奪取華家家傳寶劍。                                                                          |
| 啞螳螂 （精華珍藏本第1期第8頁出場）   | 「萬大爺」保鏢                          | 一個啞的《螳螂拳》拳師。 |
| 彼得先生 （精華珍藏本第1期第3頁出場） | 「萬大爺」生意伙伴                      | 外國來的人口販子。 |
| 鬍鬚鬼 （精華珍藏本第1期第3頁出場）   | 「彼得」先生保鏢                        | 外國來的西洋拳拳師。 |

### 其他人物及門派
| 角色姓名 | 人物關係                                                      | 簡介 |
| 卡先龍 （精美珍藏版第6期第85頁出場） | 『卡氏集團』主人， 《殺人組織》、《黑龍會》首腦               | 表面上是一位坐擁美國最大財團的商人， 幕後則是操縱著美國兩大組織《殺人組織》、《黑龍會》的幕後首腦。 在外傳中，有一個兒子，奧拿，和華英雄惺惺相惜。最後卡先龍遭撒旦將軍殺害 |
| 姬絲 （精華珍藏本第5期第83頁出場） | 「鬼僕」妻子，「思傲」母親                                    | 一名生活於『索爾斯區』的妓女，多次在「鬼僕」生死一線時救其一命。 對《鬼辮鐵髮功》亦略懂一二 在外傳中，遭撒旦將軍派遣殺手殺害 |
| 思傲 （精華珍藏本第16期第100頁出場） | 「鬼僕」、「姬絲」女兒                                        | 輕功了得，對《鬼辮鐵髮功》亦略懂一二。 |
| 力無窮 | 「瑪莉」丈夫，「力千鈞」父親                                  | 力大無窮， 本是「瑪莉」的隨身保鏢，日久生情，並且珠胎暗結， 卻遭「瑪莉」父親「金龍頭」極力反對下，唯有帶著「瑪莉」避走荒島生活。 |
| 瑪莉 | 「力無窮」妻子，「力千鈞」母親 「金龍頭」女兒，「金太保」姐姐 | 與隨身保鏢「力無窮」日久生情，珠胎暗結， 卻遭父親「金龍頭」極力反對，唯有跟著「力無窮」避走荒島生活。 |
| 滾地八、大口九 （精華珍藏本第4期第84頁出場） 飛天五 （精華珍藏本第4期第89頁出場） 鐵頭六、鬼腳七 （精華珍藏本第4期第90頁出場） 順風耳 （精華珍藏本第4期第104頁出場） 碧目金鋼、大力三、銅皮四 （精華珍藏本第4期第106頁出場） 狂十兒 （精華珍藏本第5期第22頁出場） | 『兄弟幫』創幫主要成員， 「大害」的表兄、弟                   | 『兄弟幫』， 『黑龍會』敵對幫會。 『兄弟幫』十個主要成員皆為親生兄弟。 『兄弟幫』十兄弟中「狂十兒」排行第十，故稱為「狂十兒」，武痴，善用西洋劍，必殺絕技《狂蜂劍法》。 |
| 靈蛇客 （精華珍藏本第8期第63頁出場） | 挑戰「劍聖」的劍術高手                                        | 殺人不眨眼，善用「靈蛇劍」的劍術高手。 同時亦懂以〈招蛇笛曲〉操縱蛇群。 |
| 天狼子 （精華珍藏本第11期第34頁出場） | 『天狼組』首領                                                | 曾被「羅漢」救回一命，及後更招攬「羅漢」加入『天狼組』。 |
| 「游四海」 (精美珍藏版第14期第68頁出場) | 「擒龍」、「壁虎」徒弟， 「華劍雄」師傅                       | 繼「擒龍」、「壁虎」後『天書』的下一位傳人。 |
| 擒龍、壁虎 (精美珍藏版第15期第7頁出場) | 「游四海」師傅，「華劍雄」師公                                | 原名「陳福」、「司馬仁」， 少年時，兩人從一苗族法師手上獲得『天書』， 從而學會書中的「擒龍」與「壁虎」兩項神功。 『天書』有一規定 凡得『天書』學其神功者，到五十歲時，須為『天書』找下一位傳人， 否則，書中邪呪會令得書者不得善終。 |
| 小狼 (單行本第42期第20頁出場) | 「天狼子」次子，「鳴月」弟弟                                  | |
| 余不為 (單行本第85期第6頁出場) |                                                               | 練就一身《一葉輕舟》神功。 四處流浪，無人知道其師承來歷，武功卓越深不可測。 對「瓊天」曾有救命之恩，並有一段情。余不為擅長獨步天下的懶懶功，共分身,意,法三訣，「自在虛無身」主卸，「借花敬佛意」主借，「指點乾坤法」主巧，全都利於保命逃生、殺傷力有限的仁厚功夫，只有另擅長的靈丹絕用有玉石俱焚的能力(中華英雄2013漫畫內容)；令余不為也是壽不翁徒弟，因此也擅長飄零劍派的與世無爭跟憤世嫉俗劍招。 |
| 三寸釘、 (單行本第93期第21頁出場) 二郎神、五加皮、 (單行本第93期第20頁出場) 四方城、陸雲亭 (單行本第93期第15頁出場) | 踏雪的養父                                                    | 生活在草原的育馬販子。 |
| 壽不翁 (單行本第77期第5頁出場) | 江湖第一神相                                                  | 人稱「命中神、畫中聖、人中聖」。 有為天下英雄繪像以編製一部武林畫冊的心願。 曾以自創的《與世無爭》劍法，挫敗「劍聖」。 |
| 萬通 (單行本第95期第22頁出場) | 『神鴿山莊』莊主                                              | 『神鴿山莊』江湖資料寶庫，專門收集、買賣江湖消息， 亦是『地獄門』－〈血族〉背後的經濟支援。 |
| 醉猴王 (單行本第95期第22頁出場) | 「萬通」獨子                                                  | 『神鴿山莊』第一高手。 『地獄門』－〈血族〉首腦「骷髏三煞」的嫡傳弟子，練得一身『鍛骨功』。 |
| 白虎 (單行本第95期第22頁出場) | 『神鴿山莊』總管                                              | 『神鴿山莊』事務總管。 |
| 難防 (單行本第109期第29頁出場) | 武林第二殺手                                                  | 為求更高殺人利潤，努力成為第一殺手。 |
| 邪姬 (單行本第139期第9頁出場) |                                                               | 不甘魔道因「天羅神老」創立『地獄門』而就此覆滅，矢志重震魔威，不惜挑起『赤家堡』與『地獄門』仇怨。 事敗後，亦成為『地獄門』門眾唾棄的「魚姬邪神」。 |